# Ogrodniki (sielsowiet Dymitrowicze)
Ogrodniki (biał. Агароднікі) – wieś na Białorusi, w rejonie kamienieckim obwodu brzeskiego. Miejscowość wchodzi w skład sielsowietu Dymitrowicze.
Ogrodniki leżą 16 km na północny zachód od Kamieńca, 55 km na północ od Brześcia, 23 km na północny wschód od stacji kolejowej Wysoka-Litowsk, na linii Brześć-Białystok.
W miejscowości znajduje się parafia prawosławna z cerkwią Podwyższenia Krzyża Pańskiego z 1841 roku.